# Südjemenitische Fußballnationalmannschaft
Die südjemenitische Fußballnationalmannschaft war die Fußballnationalmannschaft der Demokratischen Volksrepublik Jemen (Südjemen). Sie existierte von 1965 bis 1989. Nachdem Südjemen mit Nordjemen zum heutigen Staat Jemen vereinigt wurde, ging die Nationalmannschaft in der jemenitischen Fußballnationalmannschaft auf.
Die südjemenitische Mannschaft nahm an der Asienmeisterschaft 1976 teil, verlor dort aber gegen den Iran mit 0:8 und gegen den Irak mit 0:1. Für eine Weltmeisterschaft konnte sich die Mannschaft nicht qualifizieren.

## Weltmeisterschaften
- 1930 bis 1982: nicht teilgenommen
- 1986: nicht qualifiziert
- 1990: zurückgezogen

danach siehe Jemenitische Fußballnationalmannschaft

## Asienmeisterschaften
- 1956 bis 1972: nicht teilgenommen
- 1976: Vorrunde
- 1980 und 1984: nicht teilgenommen
- 1988: nicht qualifiziert

danach siehe Jemenitische Fußballnationalmannschaft